# Minao Shibata
Minao Shibata (født 29. september 1916 i Tokyo, Japan, død 2. februar 1996) var en japansk komponist, cellist, lærer, skribent og professor.
Shibata studerede komposition privat hos Saburo Moroi. Han var cellist i Tokyo String Orchestra (1939-1941).
Han skrev to symfonier, orkesterværker, operaer, elektronisk musik, to strygerkvartetter, kammermusik etc.
Shibata underviste i komposition på Tokyo Universitet (1948-1955), og på Ochanimizu Universitet (1952-1959).
Han hører til en de fremmeste skribenter og komponister i Japan omkring emnet europæisk musikhistorie.

## Udvalgte værker
- Symfoni nr. 1 "Sinfonia"  (1960) - for orkester
- Symfoni nr. 2 "Flydende floder ophører aldrig" (1975) - for orkester
- "Metafonia" (1984) - for orkester
- "Antifonia" (1989) - for orkester
- 2 Strygerkvartetter (1943, 1947)
- "Improvisation" (1968) -  elektronisk musik